# Zbyszko Rzeźniacki
Zbyszko Rzeźniacki (ur. 12 maja 1923 w Poznaniu, zm. 4 stycznia 2000) – polski artysta fotograf, uhonorowany tytułami Artiste FIAP (AFIAP) oraz Excellence FIAP for Services Rendered (ESFIAP). Przewodniczący Prezydium Rady Federacji Amatorskich Stowarzyszeń Fotograficznych w Polsce. Honorowy Prezes Łódzkiego Towarzystwa Fotograficznego.

## Życiorys
Zbyszko Rzeźniacki w 1955 roku został członkiem rzeczywistym oddziału łódzkiego Polskiego Towarzystwa Fotograficznego. W ramach działalności w PTF wystawił swoje pierwsze fotografie. W 1957 roku był pomysłodawcą i współorganizatorem „Salonu Fotografiki” przy Polskim Towarzystwie Fotograficznym w Łodzi, w którym pierwsza doroczna wystawa PTF miała miejsce w 1959 roku. W 1957 roku został członkiem Zarządu PTF w Łodzi, w 1958 roku – sekretarzem, w 1959 roku – wiceprezesem. W latach 1961–1992 pełnił funkcję prezesa Łódzkiego Towarzystwa Fotograficznego (dawnego oddziału łódzkiego Polskiego Towarzystwa Fotograficznego). W 1966 roku był współorganizatorem kolejnego „Salonu Fotografiki” ŁTF, przy ul. Piotrkowskiej, w Łodzi. Był współautorem zdjęć do albumu „Łódź”, wydanego w 1969 roku.
W 1973 roku został wiceprzewodniczącym (do spraw szkoleń) Rady Federacji Amatorskich Stowarzyszeń Fotograficznych w Polsce. W 1973 roku był pomysłodawcą, inicjatorem i współorganizatorem cyklicznych (dorocznych) spotkań, sympozjów fotograficznych FASFwP w Uniejowie. W latach 1976–1989 był przewodniczącym Rady Federacji Amatorskich Stowarzyszeń Fotograficznych w Polsce. W 1989 roku otrzymał tytuł Honorowego Prezesa FASFwP.
W 1992 roku został Honorowym Prezesem Łódzkiego Towarzystwa Fotograficznego. W 1997 roku został wyróżniony Dyplomem Honorowym 50-lecia ZPAF. Był aktywnym uczestnikiem – przewodniczącym jury i jurorem w wielu konkursach fotograficznych. Aktywnie uczestniczył w plenerach fotograficznych.
Zbyszko Rzeźniacki jest autorem i współautorem wielu wystaw fotograficznych; krajowych i międzynarodowych; indywidualnych, zbiorowych, poplenerowych, pokonkursowych. Brał aktywny udział w Międzynarodowych Salonach Fotograficznych, organizowanych pod patronatem FIAP, zdobywając wiele medali, nagród, wyróżnień, dyplomów, listów gratulacyjnych. Pokłosiem udziału w Międzynarodowych Salonach Fotograficznych (pod patronatem FIAP) i pracy na rzecz FIAP, było przyznanie mu (w 1963 roku) tytułu honorowego Artiste FIAP (AFIAP) oraz (w 1972 roku) tytułu Excellence FIAP for Services Rendered (ESFIAP) – przez Międzynarodową Federację Sztuki Fotograficznej FIAP, obecnie z siedzibą w Luksemburgu.

## Odznaczenia
- Brązowy Medal Łódzkiego Towarzystwa Fotograficznego (1962)
- Odznaka „Zasłużony Działacz Kultury” (1965)
- Odznaka Honorowa Miasta Łodzi (1966)
- Medal 30-lecia Polski Ludowej (1974)
- Medal Poznańskiego Towarzystwa Fotograficznego (1974)
- Złoty Krzyż Zasługi (1975)
- Medal Gliwickiego Towarzystwa Fotograficznego (1976)
- Medal Roku Jana Bułhaka (1977)
- Medal Lubuskiego Towarzystwa Fotograficznego (1979)
- Medal 25-lecia Salonu Fotograficznego ŁTF (1982)
- Złota Odznaka FASFwP; (1983)
- Złota Honorowa Odznaka ŁTF (1983)
- Medal Okręgu Świętokrzyskiego ZPAF (1983)
- Medal 40-lecia Polski Ludowej (1984)
- Odznaka Honorowa Miasta Gorzowa (1985)
- Złota Odznaka Bydgoskiego Towarzystwa Fotograficznego (1985)
- Honorowa Odznaka Rzeszowskiego Towarzystwa Fotograficznego (1985)
- Medal 60-lecia Bydgoskich Zakładów Fotochemicznych (1986)
- Medal Zarządu Głównego PTTK (1986)
- Medal 40-lecia ZPAF (1987)
- Medal Gdańskiego Towarzystwa Fotograficznego (1987)
- Krzyż Kawalerski Orderu Odrodzenia Polski (1989)
- Medal FASFwP Za Zasługi dla Rozwoju Polskiej Fotografii (1989)
- Medal 150-lecia Fotografii (1989)
- Medal im. Aleksandra Macieszy (1993)[12]
- Brązowa Plakietka ZPAF Okręgu Łódzkiego (1994)
- Medal 175-lecia Towarzystwa Naukowego Płockiego (1975)

Źródło

## Udział w Kongresach FIAP
- XV Kongres FIAP w Barcelonie (Hiszpania 1979)
- XVI Kongres FIAP w Helsingoer (Dania 1981)
- XVII Kongres FIAP w Reims (Francja 1983)
- XVIII Kongres FIAP (San Marino 1985)
- XIX Kongres FIAP w Miltenbergu (Niemcy 1987)

Źródło